# Hagåtña
Hagåtña (tidligere Agana) er hovedstaden i det amerikanske territorium Guam. Byen har ca. 1.100 indbyggere.